# Salangana de niu blanc
La salangana de niu blanc (Aerodramus fuciphagus) és una espècie d'ocell de la família dels apòdids (Apodidae) que habita zones obertes, costes i ciutats, criant en coves de les illes Andaman i Nicobar, Península Malaia, Sumatra, Borneo, Java i les illes Petites de la Sonda fins a l'illa de Timor.